# Monte Albergian
Monte Albergian – szczyt w Alpach Kotyjskich, części Alp Zachodnich. Leży w północno-zachodnich Włoszech w regionie Piemont, blisko granicy z Francją. Szczyt można zdobyć z miejscowości Massello w dolinie Valle del Chisone.